# Nordwestpassage

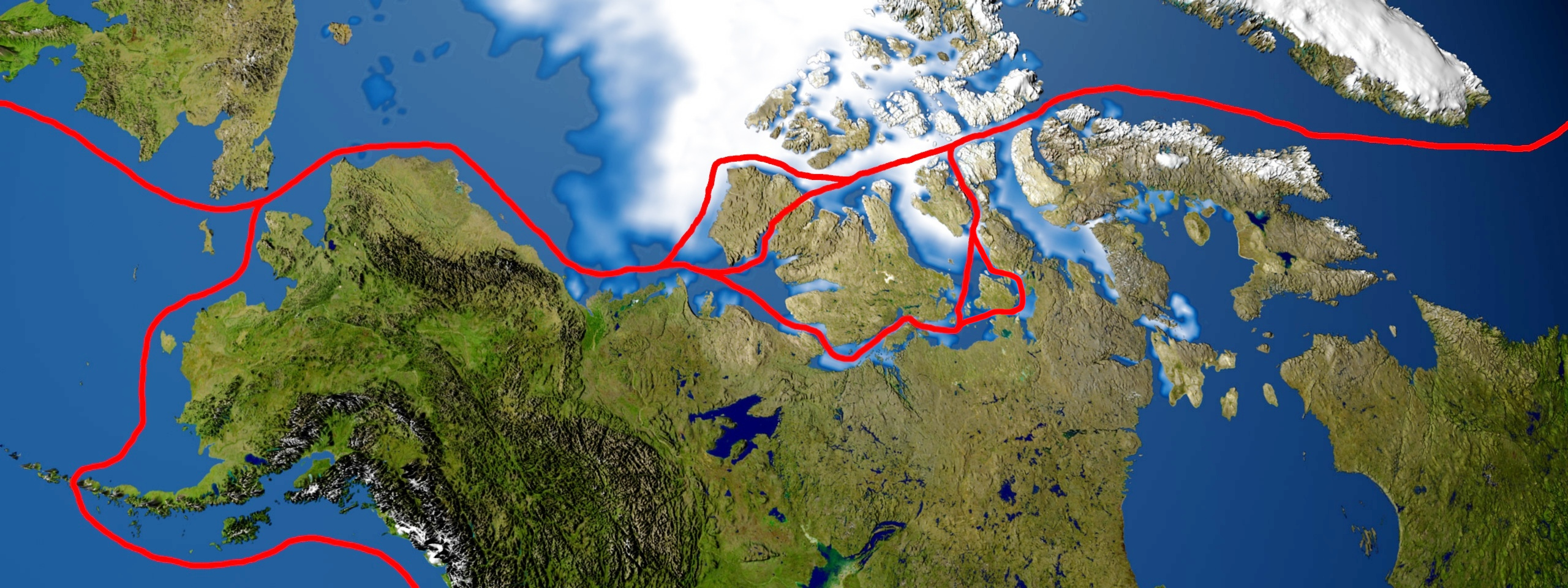
Nordwestpassage

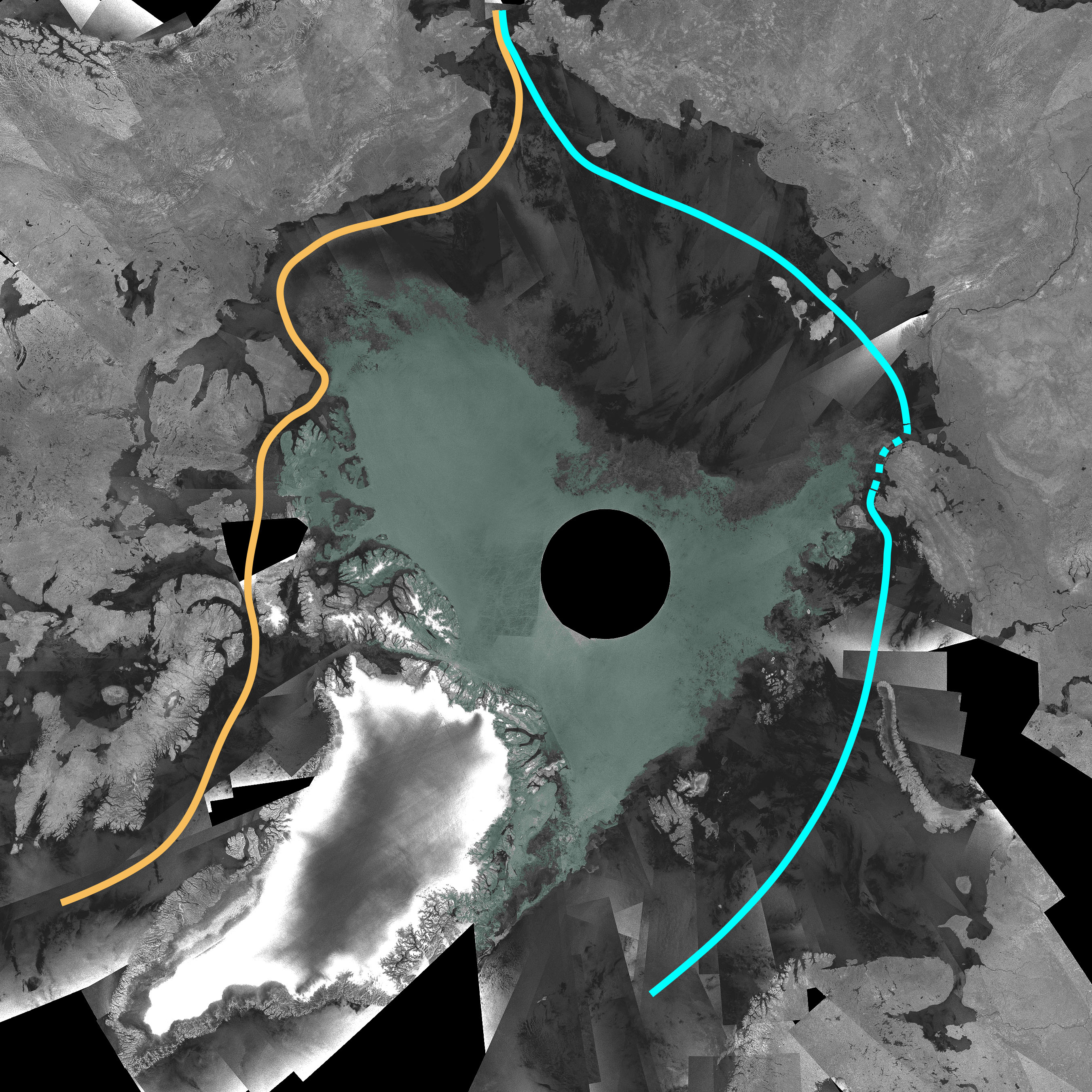
Bild des Satelliten „Envisat“ (September 2007):
Orange Linie: Die kürzeste Schiffs- und Handelsroute Nordwestpassage
Hellblau: Nur geringfügig von Eis blockierte „Nordostpassage“

Die Nordwestpassage ist der etwa 5780 Kilometer lange Seeweg, der nördlich der Festlandmasse des amerikanischen Kontinents den Atlantischen Ozean mit dem Pazifischen Ozean verbindet. Er führt über das Nordpolarmeer und seine Randmeere sowie die dazugehörenden Meeresstraßen durch den kanadisch-arktischen Archipel und spielt damit für die transarktische Schifffahrt eine Rolle.

## Geschichte

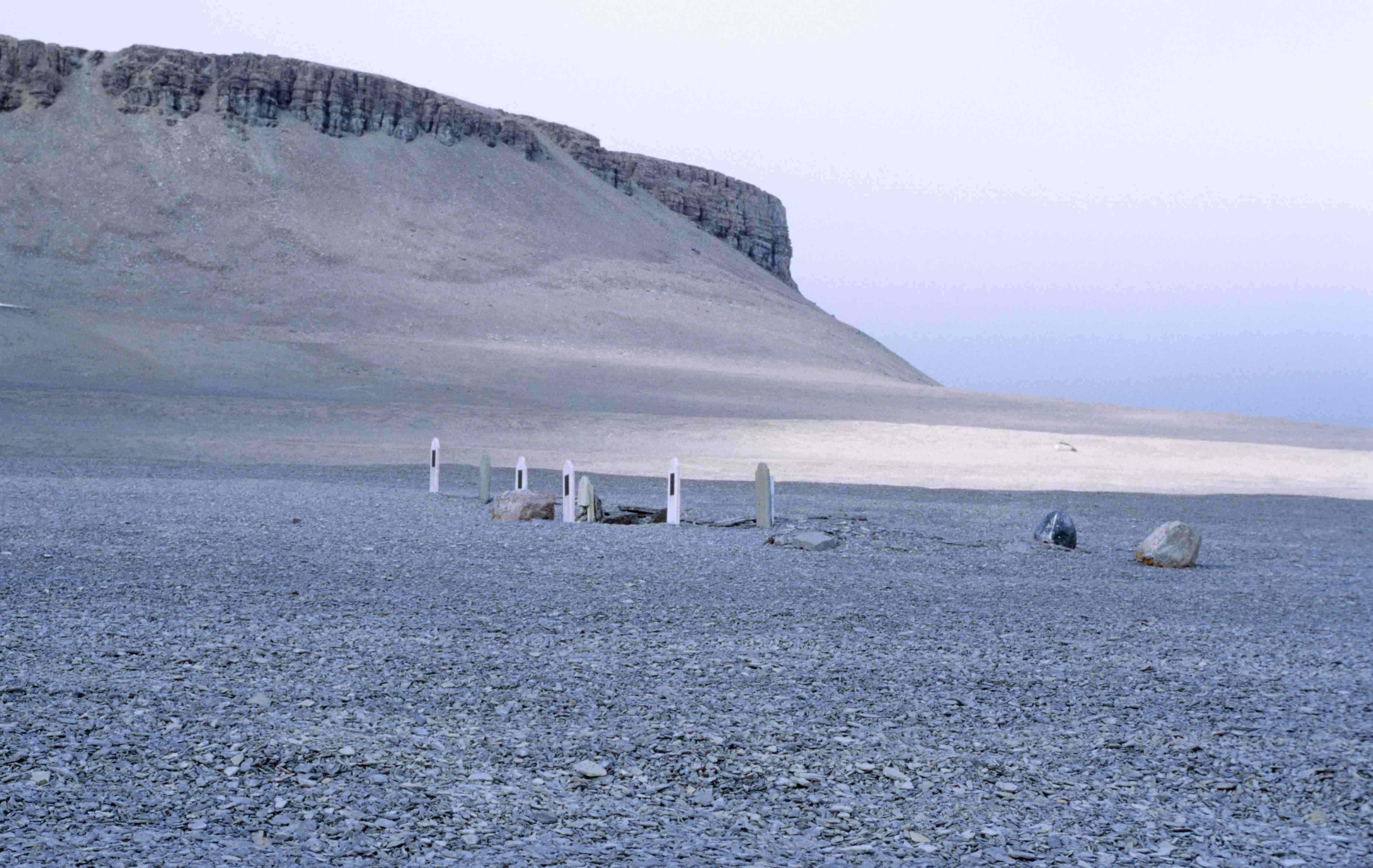
Gräber von Seeleuten der John-Franklin-Expedition aus dem Jahr 1845 auf der Beechey-Insel

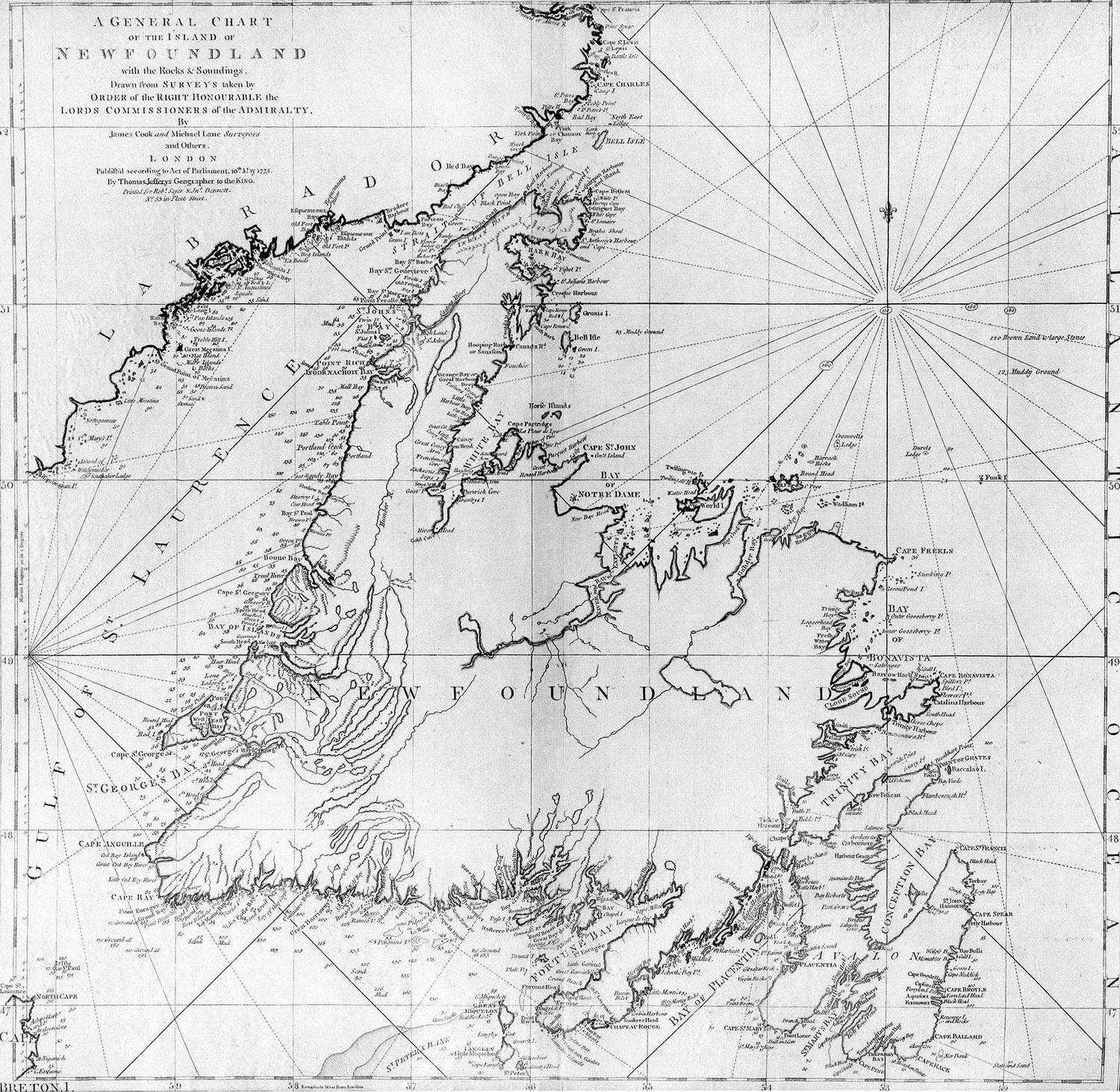
Cooks Karte von Neufundland aus dem Jahr 1775

### Frühe Fahrten ins Nordpolarmeer
Seit Magellan 1520 einen Seeweg entdeckt hatte, der um Südamerika herum nach Asien führte, spekulierten Geographen, Seefahrer und Forscher über eine mögliche Route im Norden Amerikas. Da eine solche Nordwestpassage Schiffsreisen zwischen Europa und Ostasien entscheidend verkürzt hätte, suchten die seefahrenden Nationen mehr als 400 Jahre lang nach einer Durchfahrt im Nordpolarmeer.
Möglicherweise war schon 1473, also neunzehn Jahre vor der Fahrt des Kolumbus, eine dänische Expedition unter Leitung des aus Hildesheim stammenden Didrik Pining (eventuell in Begleitung des Portugiesen João Vaz Corte-Real) von den Gewässern um Grönland nach Neufundland vorgestoßen. Um 1480 begannen die Portugiesen mit der Fischerei vor Neufundland. Ihnen folgten um 1500 Basken und Bretonen. Zwischen 1492 und 1495 befuhr João Fernandes Lavrador mit Pedro de Barcellos die Gewässer zwischen Neufundland, dem nach ihm benannten Labrador und Grönland. Anschließend tasteten sich Expeditionen zu Land und zu Wasser schrittweise immer weiter nach Nordwesten in das eisige Inselgewirr des Nordpolarmeeres vor.

### Suche nach der Passage
Bereits 1524 hatte der französische König den italienischen Kapitän Giovanni da Verrazzano ausgeschickt, weiter nördlich der von Spanien und Portugal beherrschten Atlantikrouten eine „Nordpassage“ nach Indien zu finden. 1524/1525 sowie 1530 unternahm der in spanischen Diensten stehende Portugiese Estêvão Gomes entsprechende Erkundungsfahrten an der Ostküste Nordamerikas. Ebenfalls auf der Suche nach einer solchen Passage gelang es 1534 dem französischen Kapitän Jacques Cartier, Neufundland nördlich zu umsegeln und in den Sankt-Lorenz-Strom einzufahren.
Der englische Seefahrer Martin Frobisher unternahm zwischen 1576 und 1578 drei Reisen mit dem ausdrücklichen Ziel, die Nordwestpassage zu finden. Ihm folgten weitere englische Kapitäne wie John Davis, Henry Hudson, Thomas Button, William Baffin, Robert Bylot, Thomas James und Luke Foxe, der dänische Seefahrer Jens Munk, sowie der Grieche Juan de Fuca für den spanischen Vizekönig in Mexiko. In den 1630er Jahren gab man die Suche jedoch vorerst auf, da Baffin und James die Ansicht vertraten, dass weder von der Hudson Bay noch von der Baffin Bay aus ein Zugang zur Passage existiere. Erst zum Anfang des 18. Jahrhunderts wurden wieder vereinzelte Anstrengungen unternommen, unter anderem 1719 von James Knight und 1742 von Christopher Middleton.
Die Suche nach einer Passage im Nordwesten nach Asien war auch der Grund für James Cooks letzte Pazifikreise 1776–1779. Seine Vorstöße musste er jedoch wegen des einbrechenden Winters an der Beringstraße abbrechen. Nach Cooks Tod in einem Handgemenge auf Hawaii übernahm Lt. Charles Clerke das Kommando der Expedition. Vom russischen Ausgangshafen Petropawlowsk-Kamtschatski aus brach man erneut auf, scheiterte aber auf 70° 33' N am Packeis, das noch stärker schien als im Vorjahr.
Ebenfalls vom Pazifik aus operierte 1817/18 die russische Rurik-Expedition unter Kapitän Otto von Kotzebue. Sie erforschte allerdings nur die bis dahin unbekannte Küste Alaskas um den Kotzebue-Sund und endete letztlich ergebnislos.
Tragische Berühmtheit erlangte John Franklin, dessen verschollene dritte Expedition von 1845 mehrjährige Suchaktionen nach sich zog. Im Verlauf dieser erfolglosen Rettungsexpeditionen konnte die Investigator unter dem Kommando von Robert McClure erstmals den kanadischen Archipel durchqueren. Er wurde anschließend als Entdecker der Nordwestpassage gefeiert, erhielt jedoch nur die Hälfte des ausgelobten Preisgeldes, da er sein im Packeis festgefahrenes Schiff zurücklassen und mit seiner Mannschaft das letzte Teilstück zwischen der Banks- und der Melville-Insel zu Fuß zurücklegen musste, wo sie von anderen Rettungsschiffen aufgenommen werden konnten. Letztlich hatte sich damit nur eine weitere mögliche Route als zu der Zeit unpassierbar herausgestellt. Ein Teilstück der seit Amundsen bekannten Passage wurde von John Rae entdeckt.

### Erste Durchquerungen
Die erste komplette seemännische Durchfahrt gelang Roald Amundsen 1903–1906 über die von John Rae entdeckte Route durch die James Ross Strait, Rae Strait und Simpson Strait auf einem kleinen Frachtsegler, der Gjøa. Damit umfuhr er die King-William-Insel östlich und vermied die Victoria Strait westlich der Insel, in der die Franklin-Expedition gescheitert war. Amundsen überwinterte zweimal auf der King-William-Insel. Einen ganzen Sommer hatte er mit den Inuit in der Umgebung der heutigen Siedlung Gjoa Haven (in der Sprache der Inuit: Uqsuqtuuq) auf der King-William-Insel verbracht, um sich deren Arktiserfahrung anzueignen.
Von 1940 bis 1942 durchquerte Henry Larsen mit dem Schoner St. Roch den Seeweg erstmals in West-Ost-Richtung, mit je einer Überwinterung auf der Victoria-Insel und der Halbinsel Boothia. Die Reise der St. Roch wurde am 20. Mai 1943 durch die kanadische Regierung zu einem „nationalen historischen Ereignis“ erklärt.
Das erste Unterseeboot, das die Nordwestpassage durchfuhr, war die USS Seadragon (SSN-584). Das Atom-U-Boot der Skate-Klasse begann seine Fahrt am 1. August 1960 in der Marinebasis Portsmouth und fuhr durch die Baffin Bay sowie den Parry Channel in die Beaufortsee, die es am 25. August erreichte.
Als erster Tanker bewältigte die zum Eisbrecher umgebaute US-amerikanische Manhattan die Nordwestpassage von West nach Ost in wenig mehr als vier Wochen. Die Fahrt, die am 15. September 1969 erfolgreich endete, sollte die Wirtschaftlichkeit von Öltransporten durch das nördliche Eismeer demonstrieren. Jedoch erwiesen sich die Instandhaltungskosten auf Grund der Eisschäden damals noch als zu groß.
Das erste Kreuzfahrtschiff, das die Nordwestpassage mit Passagieren an Bord bewältigte, war die World Discoverer im Jahr 1985.
Arved Fuchs durchsegelte 1993 mit seinem Expeditionsschiff, der Dagmar Aaen, die Nordwestpassage in Ost-West-Richtung und 2003/2004 noch einmal in West-Ost-Richtung.
Im September 2008 durchfuhr die Camilla Desgagnés als erstes Handelsschiff planmäßig die Nordwestpassage. Die Passage wurde als eisfrei beschrieben.
2011/2012 sorgte Matt Rutherford (31) für einiges Aufsehen, als er mit seiner Albin Vega Saint Brendan als erster Einhandsegler nonstop rund um Nord- und Südamerika segelte. Die Saint Brendan war mit 8,2 m Länge das bis dahin kleinste Schiff, das einhand die Nordwestpassage meisterte.
Im September 2013 passierte der große Schüttgutfrachter Nordic Orion die Route auf dem Weg vom kanadischen Vancouver zum finnischen Pori.
Im August 2016 meldete die NASA, dass das Eis infolge der globalen Erwärmung in der Arktis so stark getaut sei, dass Schiffe die Nordwestpassage durchfahren könnten.

## Bedeutung

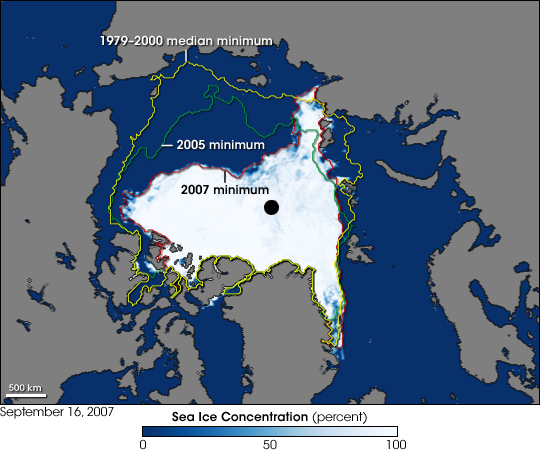
Die Ausdehnung der arktischen Eisfläche im Jahr 2007 im Vergleich zu früheren Jahren

### Wirtschaft
Der Seeweg zwischen Europa und Asien (Rotterdam–Tokio) verkürzt sich erheblich: Die bisherige Route durch den Sueskanal beträgt 21.100 Kilometer, der neue Weg hätte eine Länge von 15.900 Kilometern. Obendrein vermeidet er von Piraterie betroffene Gebiete wie die Gewässer rund um Indonesien oder am Horn von Afrika. Wegen der klimatischen Bedingungen war die Nordwestpassage bisher wirtschaftlich kaum nutzbar, Klimaforscher gehen jedoch davon aus, dass sich dies in den kommenden Jahren aufgrund der globalen Erwärmung ändert. Im September 2007 veröffentlichte die ESA Satellitenbilder, auf denen der kanadische Teil der Passage (zum ersten Mal seit Beginn der Aufzeichnungen) völlig eisfrei und damit schiffbar war. Ursache ist ein Rückgang der Eisfläche im Nordpolargebiet auf nur noch drei Millionen Quadratkilometer, eine Million Quadratkilometer weniger als noch im Jahr 2006. Die Nordost- und Nordwestpassage waren Ende August 2008 beide erstmals gleichzeitig eisfrei. Die Nordostpassage ist, sofern benutzbar, für die Strecke von Europa nach Asien noch kürzer als die Nordwestpassage.
Schon heute ist die Nordwestpassage immer länger befahrbar. Fortschritte im Bau arktistauglicher Tanker (nicht Eisbrecher) kommen hinzu. Die wirtschaftliche Erschließung der Nordwestpassage wird derzeit intensiv vorbereitet. Geplant ist die Schaffung einer Service- und Sicherheits-Infrastruktur für den Tankerverkehr. Auch der Ausbau der zentral gelegenen Inuit-Siedlung Qausuittuq an der Resolute Bay zum Tiefwasserhafen wird erwogen. Es gibt jedoch auch Stimmen, die die Nutzbarkeit der Passage für Schiffe mit großem Tiefgang bezweifeln.

### Politik
Mit der wachsenden ökonomischen Bedeutung der Nordwestpassage nimmt auch ihre politische Bedeutung zu. Ihr Besitz ist umstritten: Kanada beansprucht den Seeweg für sich, die USA sehen ihn als internationales Gewässer an.
1985 durchfuhr der US-amerikanische Eisbrecher Polar Sea die Passage ohne Genehmigung Kanadas. Kanada protestierte heftig. Daraufhin vereinbarten Kanada und die USA 1988 in einem Kooperationsabkommen (Arctic Co-operation Agreement), dass die USA fortan Genehmigungen von Kanada einholen werde, Kanada sie jedoch nicht verweigern dürfe. Die Frage, ob die Passage ein internationales Gewässer ist, wurde dabei nicht geklärt.

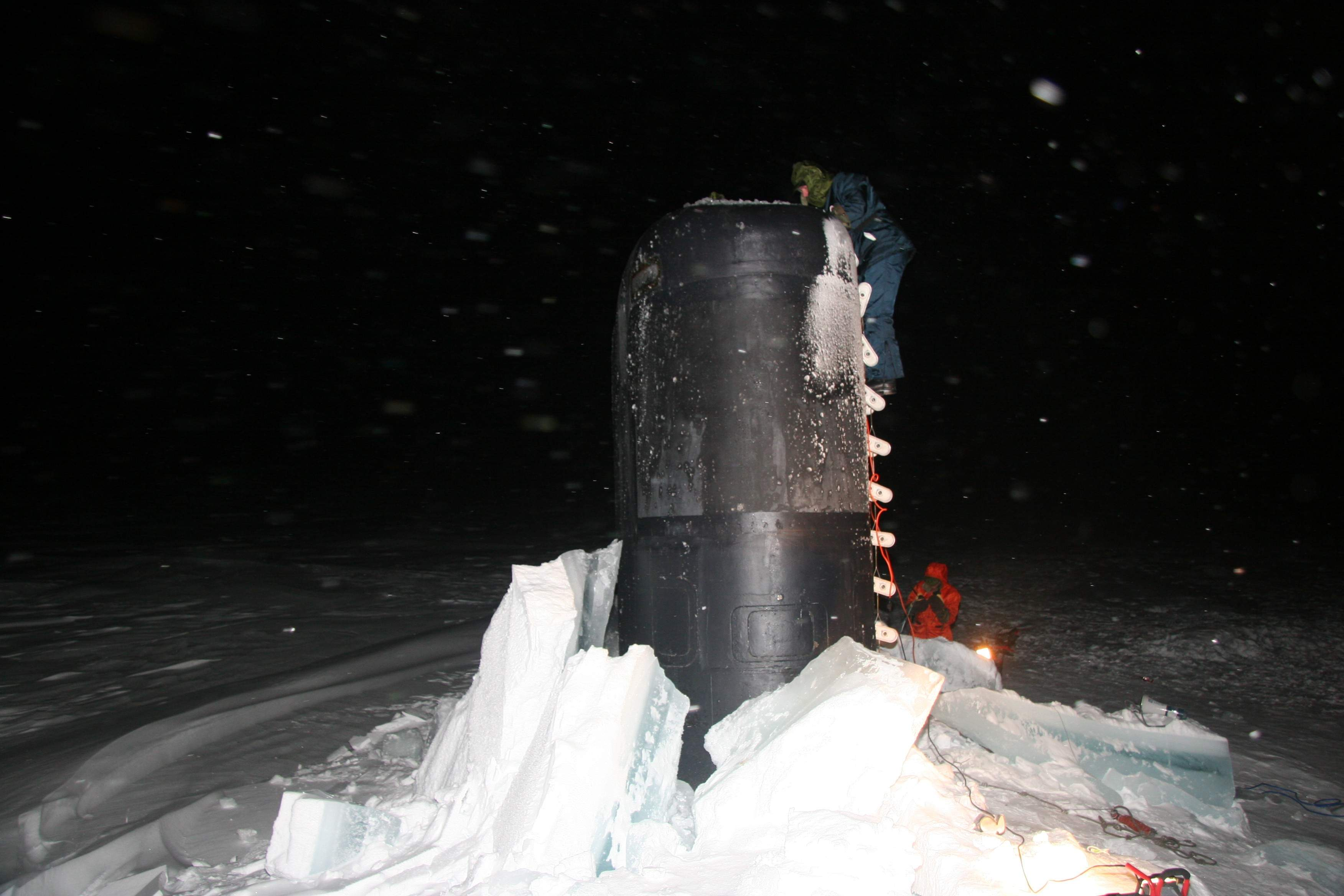
Die USS Charlotte am Nordpol

2005 veröffentlichte die United States Navy Bilder, die das Atom-U-Boot Charlotte beim Auftauchen am Nordpol zeigten. Kanada bezichtigte die USA daraufhin, wiederum ohne Ankündigung seine arktischen Gewässer benutzt zu haben.
Im Wahlkampf 2006 versprach der kanadische Premierminister Stephen Harper, die Gebietsansprüche seines Landes zu verteidigen. Seitdem wurden mehrere Patrouillen, die sich aus regulären Streitkräften und Canadian Rangers zusammensetzten, in den nördlichen Gebieten Kanadas durchgeführt. Die kanadische Marine schickte 2006 zum ersten Mal seit Jahrzehnten wieder Eisbrecher in die Nordwestpassage. Im Juni 2010 beschloss die Regierung ein Programm zur Modernisierung der kanadischen Seestreitkräfte (National Shipbuilding Procurement Strategy), für das in den kommenden Jahrzehnten 33 Milliarden kanadische Dollar zur Verfügung stehen. Unter anderem sollen acht eisfähige Hochseepatrouillenschiffe zur Sicherung der ausschließlichen Wirtschaftszone Kanadas in der Arktis angeschafft werden.

### Tourismus
Auf Schiffen mit Eisklasse, unter anderen auch auf russischen Eisbrechern, können etwa 100 Fahrgäste die Nordwestpassage binnen zwölf Tagen durchfahren. Ansonsten spielt die Nordwestpassage für den Tourismus nur eine geringe, aber langsam wachsende Rolle. Im August 2009 fuhren erstmals zwei Kreuzfahrtschiffe (Hanseatic und Bremen) mit knapp 350 Passagieren durch die Nordwestpassage von beiden Seiten aufeinander zu und trafen sich in der Mitte in Gjoa Haven. Beide Schiffe bieten jetzt regelmäßig Durchfahrten im Spätsommer an. Seit einigen Jahren fahren Schiffe kanadischer und britischer Reiseveranstalter durch die Nordwestpassage. Auch ein französischer Anbieter ist hinzugekommen. Zwischen 10.000 und 20.000 Euro werden für die Durchfahrt verlangt. Seit 2023 ist auch der norwegische Anbieter HX mit der Roald Amundsen und der Fram auf dieser Route unterwegs.